# Spanurus pulverulentus
Spanurus pulverulentus är en tvåvingeart som beskrevs av Friedrich Hermann Loew 1858. Spanurus pulverulentus ingår i släktet Spanurus och familjen rovflugor. Inga underarter finns listade i Catalogue of Life.